# Quirnbach (Nadrenia-Palatynat)
Quirnbach – miejscowość i gmina w Niemczech, w kraju związkowym Nadrenia-Palatynat, w powiecie Westerwald, wchodzi w skład gminy związkowej Selters (Westerwald). Liczy 526 mieszkańców (2010). Leży ok. 3 km na południe od Selters (Westerwald) nad niewielką rzeką Saynbach. Po raz pierwszy wzmiankowana w XV wieku.